# Gnorimosphaeroma hachijoense
Gnorimosphaeroma hachijoense är en kräftdjursart som beskrevs av Nunomura1999. Gnorimosphaeroma hachijoense ingår i släktet Gnorimosphaeroma och familjen klotkräftor. Inga underarter finns listade i Catalogue of Life.